# Црна Гора на Светском првенству у атлетици на отвореном 2007.
Црна Гора је дебитовала на светским првенствима 2007. у Осаки одржаном од 25. августа до 2. септембра. Представљало ју је двоје атлетичара (1 жена и 1 мушкарац), који су се такмичили у трци на 100 метара.
На овом првенству Црна Гора није освојила ниједну медаљу, а њена представница Милена Милашевић, оборила је национални рекорд Црне Горе.

## Учесници
| Мушкарци: - Борис Савић — 100 метара | Жене: - Милена Милашевић — 100 метара |  |

## Резултати и пласман

### Мушкарци
| Атлетичар   | Дисциплина | Лични рек. | Група    | Група      | Четвртфинале         | Четвртфинале         | Полуфинале           | Полуфинале           | Финале               | Финале       | Детаљи |
| Атлетичар   | Дисциплина | Лични рек. | Резултат | Место      | Резултат             | Место                | Резултат             | Место                | Резултат             | Место        | Детаљи |
| ----------- | ---------- | ---------- | -------- | ---------- | -------------------- | -------------------- | -------------------- | -------------------- | -------------------- | ------------ | ------ |
| Борис Савић | 100 м      | 10,87      | 10,88    | 7. у гр. 6 | Није се квалификовао | Није се квалификовао | Није се квалификовао | Није се квалификовао | Није се квалификовао | 44 / 66 (68) |        |

### Жене
| Атлетичарка      | Дисциплина | Лични рек. | Група    | Група      | Четвртфинале          | Четвртфинале          | Полуфинале            | Полуфинале            | Финале                | Финале  | Детаљи |
| Атлетичарка      | Дисциплина | Лични рек. | Резултат | Место      | Резултат              | Место                 | Резултат              | Место                 | Резултат              | Место   | Детаљи |
| ---------------- | ---------- | ---------- | -------- | ---------- | --------------------- | --------------------- | --------------------- | --------------------- | --------------------- | ------- | ------ |
| Милена Милашевић | 100 м      |            | 12,24 НР | 5. у гр. 8 | Није се квалификовала | Није се квалификовала | Није се квалификовала | Није се квалификовала | Није се квалификовала | 48 / 69 |        |